# Saostar
Tạp chí điện tử Saostar (viết cách điệu là SAOstar hoặc SaoStar) là một tạp chí trực tuyến tại Việt Nam, do Hội Người mẫu Việt Nam phụ trách xuất bản. Được Nguyễn Quang Minh, Vũ Thị Tuyết Vân và Trương Thụy Tường Vy thành lập và Bộ Thông tin và Truyền thông cấp phép hoạt động vào năm 2016, tôn chỉ hoạt động của Saostar là "đăng tải những nội dung về giáo dục thẩm mỹ, hướng tới cái đẹp trong sáng, lành mạnh của giới trẻ nhằm góp phần xây dựng nghề người mẫu vừa hiện đại, vừa mang đậm bản sắc dân tộc, đủ khả năng hội nhập với khu vực và quốc tế."
Lĩnh vực hoạt động của Saostar đa phần là văn hóa giải trí hướng đến đối tượng độc giả từ 18 đến 35 tuổi. Ngoài ra, các chuyên mục của tạp chí còn bao gồm nhiều chủ đề như: người mẫu, thời trang, làm đẹp, âm nhạc, phim ảnh, đời sống người nổi tiếng, giới trẻ, vòng quanh thế giới, thể thao, sức khỏe, kinh doanh, tiêu dùng, công nghệ và giáo dục học đường.